# Christian Colombo
Christian Colombo (født 7. januar 1980 i København, Danmark) er en dansk MMA-udøver, der konkurrerer i sværvægt-klassen i Ultimate Fighting Championship. Han er den den 5. dansker i historien, der har skrevet kontrakt med UFC. Udover MMA er Colombo 3-gange dansk Muay Thai boksemester og 2-gange nordisk Muay Thai boksemester.
Han møder sin danske rival Nick Barnø til Danish MMA Night den 9. juni 2018 i Brøndbyhallen i København.

## MMA-karriere

### Tidlige karriere
Colombo startede sin MMA-karriere i 2005 og fik sin professionelle MMA-debut på Adrenaline 4: The New Generation i København den 13. februar 2010, hvor han TKO-besejrede danske Tommy Rasmussen efter 58 sekunder i 3. omgang. I løbet af de næste fem og et halvt år opbyggede han en rekordliste på 8 sejre med 1 nederlag.

### Ultimate Fighting Championship
Colombo skrev kontrakt med UFC i 2016.  Han fik sin debut den 3. september 2016 mod tyske Jarjis Danho på UFC Fight Night 93 i Hamborg i Tyskland. Kampen resulterede i en uafgjort efter at Colombo fik fratrukket et punkt i første omgang på grund af et ulovligt knæspark.
I sin anden kamp for organisationen mødte Colombo Luis Henrique den 19. november 2016 ved UFC Fight Night 100. Han tabte kampen via submission i tredje omgang.
Efter næsten et år væk fra organisationen vendte Colombo tilbage mod brasilianske Marcelo Golm den 28. oktober 2017 i São Paulo i Brazilien ved UFC Fight Night: Brunson vs Machida. Han tabte kampen via submission i første omgang. 

## Privatliv
Colombo er gift med Marie og er far til Augusta og Alexander.

## Ekstern henvisning
- Christian Colombo hos Sherdog (engelsk)